# Římskokatolická farnost Suchdol nad Odrou
Římskokatolická farnost Suchdol nad Odrou je územní společenství římských katolíků v Suchdole nad Odrou, s farním kostelem Nejsvětější Trojice. Farnost od roku 2011 spravuje farář v Jeseníku nad Odrou P. Mgr. Ladislav Stanečka.

## Historie
Fara v Suchdole nad Odrou je poprvé zmiňována v listině z roku 1337; farář se tehdy jmenoval Petr. V 16. století se ocitla v luteránských rukou, neboť Suchdol měl ještě za třicetileté války luteránskou vrchnost, současně zde však bylo i významné centrum Jednoty bratrské. Od roku 1624 spadal Suchdol pod farnost Šenov (jen v letech 1629–1631 pod farnost Odry), až roku 1725 zde vrchnost zřídila lokální kaplanství šenovské farnosti a o čtyři roky později obnovila i samostatnou faru. Obnova farnosti byla součástí snahy o rekatolizaci poté, co ve 20. letech 18. století více než 100 tajných nekatolíků odešlo do Ochranova v Sasku.
K farnosti náležela nejprve jen vesnice Suchdol, ale po vyhlášení tolerančního patentu se většina obyvatel přihlásila k evangelické víře a k farnosti byla pro zvýšení počtu katolíků přidělena obec Kletné. Farnost patřila k děkanátu Nový Jičín olomoucké (arci)diecéze, v letech 1952 až 1962 k děkanátu Odry, od 1. ledna 1963 patří k děkanátu Bílovec a s ním od roku 1996 k diecézi ostravsko-opavské.
Patronát nad suchdolskou farností patřil vrchnosti, tj. majitelům panství Kunín (Kunvald), k němuž Suchdol náležel.
Farním kostelem je kostel Nejsvětější Trojice, původně luteránský, vystavený roku 1605 na místě staršího dřevěného kostela sv. Kateřiny. U něj je barokní fara z roku 1730. V Kletném je římskokatolická kaple sv. Františka, vystavěná roku 1825, se hřbitovem.
Rozloha farního obvodu činí 22,99 ha. V roce 1859 žilo ve farnosti 803 katolíků, 952 evangelíků a 38 židů. V roce 1930 žilo ve farnosti 2853 obyvatel, z čehož 1580 (55 %) se přihlásilo k římskokatolickému vyznání. V roce 2001 žilo ve farnosti 2493 obyvatel, z čehož 639 (26 %) se přihlásilo k římskokatolickému vyznání. V roce 2011 žilo ve farnosti 2508 obyvatel, z čehož 221 (9 %) se přihlásilo k římskokatolickému vyznání.
Suchdolští kněží od znovuzřízení farnosti:
- Melchior Ignatz Gürlich (1729-1740)
- Jeremias Nepomuk Langer (1740-1753)
- Anton Dominik Schindler (1754-1777)
- Franz Latke (1777-1824)
- Heinrich Ullmann (1798-1810)
- Anton Ullmann (1810-1814)
- Johann Habernig (1824-1849)
- Karl Schilhab (1849-?)
- Josef Axmann (1849-1851)
- Franz Holletschek (1852-1875)
- Johann Šafránek (1875-?)
- Franz Heeg (1875-1885)
- Anselm Zorn (1885-1885)
- Josef Židek (1885-1901)
- Franz Dovrtěl (1901-1901)
- Břetislav Bruno Vejborný (1901-1920)
- Adalbert Tinz (1920-1927)
- Leopold Paar (1920-1946)
- Antonín Frech (1946-1961)
- Vladimír Tichý (1961-1971)
- Karel Javorek (1971-1981)
- Josef Byrtus (1981-1984)
- Milán Kouba (1984-1989)
- Zdeněk Pluhař (1990-2000)
- Miroslav Ševiola (2000-2011)
- Ladislav Stanečka (od 2011)

Spolu s farností Suchdol nad Odrou je v současnosti z Jeseníka nad Odrou administrována i římskokatolická farnost Vražné.